# Norwich School of Painters

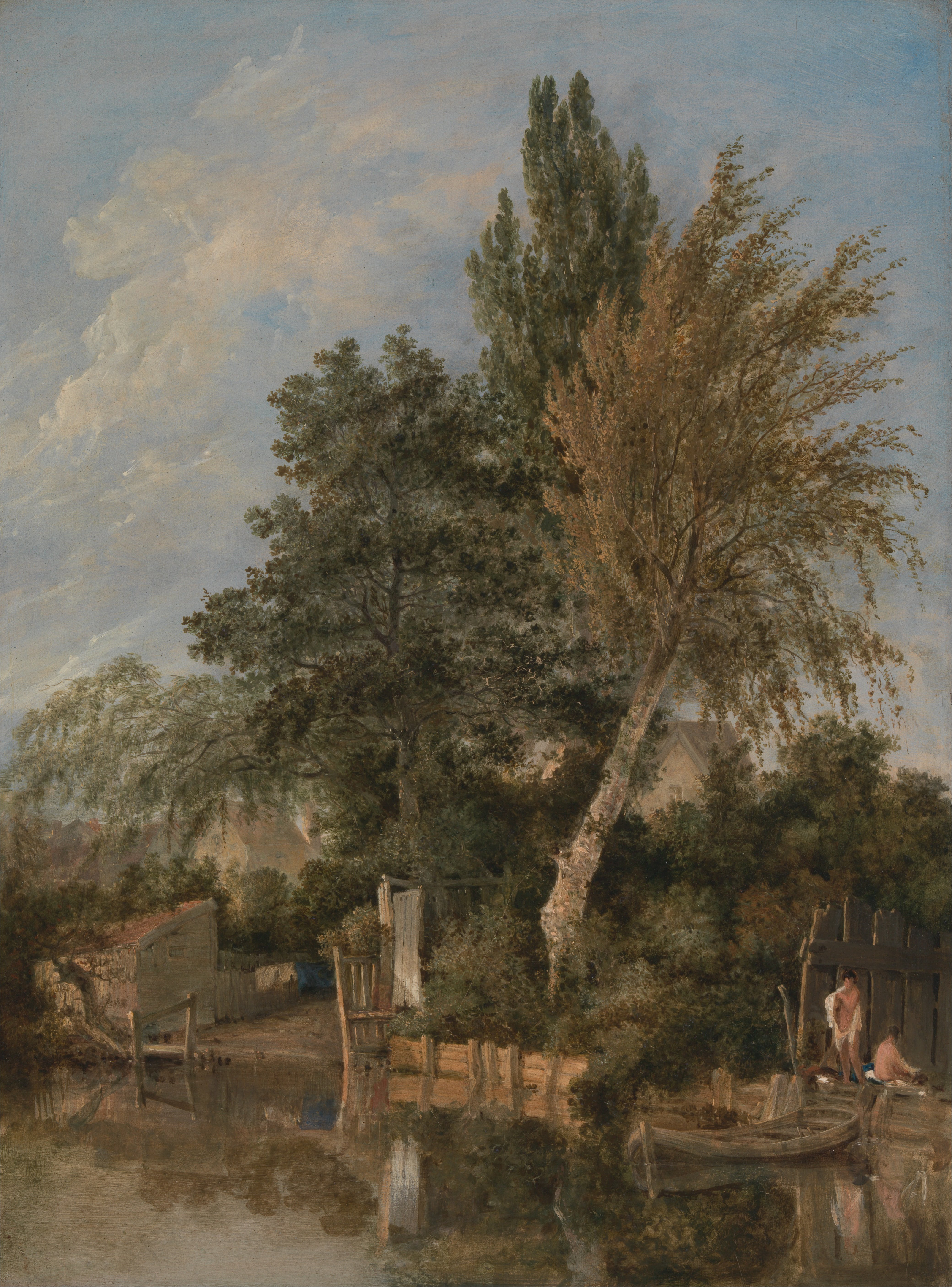
John Crome: Badende Jungen am Fluss Wensum in Norwich

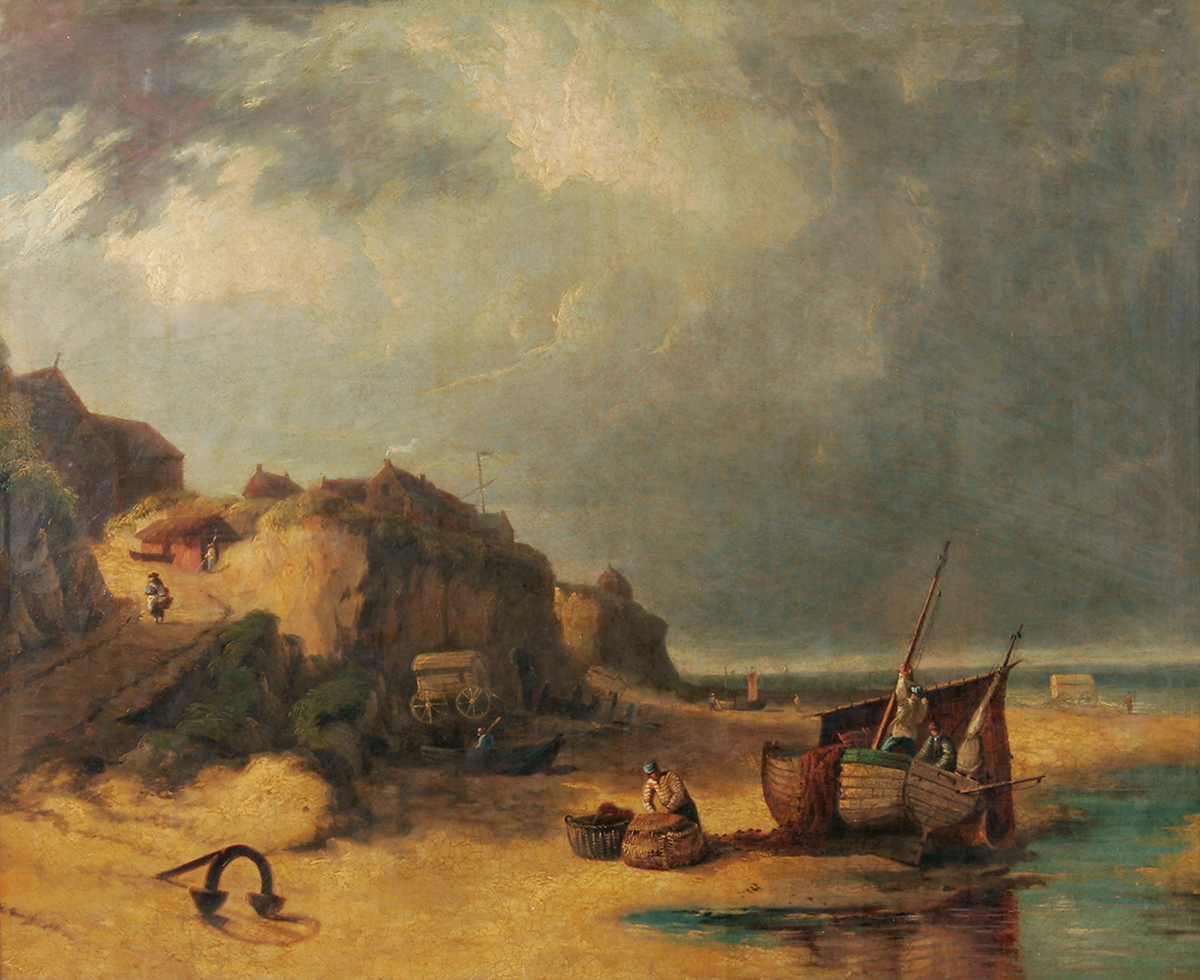
Robert Ladbooke: Strandszene bei Mundesley, Norfolk

Die Landschaftsmalereischule von Norwich wurde 1803 als erste Kunstbewegung in der britischen Provinz gegründet. Die Künstler dieser Schule waren durch die Landschaft um Norfolk inspiriert. Sie waren beeinflusst von Jacob van Ruisdael und Meindert Hobbema, den Hauptvertretern des Goldenen Zeitalters der niederländischen Landschaftsmalerei. Die Schule war künstlerisch dem Realismus verpflichtet. Der Gründer der Schule war der englische Maler John Crome, der in seiner Heimat als der Hobbema von Norfolk bekannt war. Neben vielen nur lokal bekannten Malern gehörte der Maler John Sell Cotman dieser lockeren Künstlerverbindung an.

## Geschichte
Die Landschaftsmalereischule von Norwich wurde 1803 als Norwich Society of Artists von John Crome und Robert Ladbrooke als Verein gegründet, in dem Künstler ihre Ideen austauschen konnten. Die Ziele der Gesellschaft war die Mehrung und Förderung der Kenntnisse beim Malen, der Skulptur und der Architektur. Das erste Treffen der Gesellschaft fand in der The Hole in the Wall Taverne statt. Zwei Jahre später verlegte man den Versammlungsort in ein ehemaliges Fabrikgebäude, den Sir Benjamins Wrench's Court. Hier konnten die Vereinsmitglieder auch künstlerisch arbeiten und ihre Werke ausstellen. Die erste Ausstellung von 1805 war ein riesengroßer Erfolg. Man führte deshalb die Ausstellungen bis 1825 im Jahresrhythmus durch, bis das alte Fabrikgebäude hierfür nicht mehr tauglich war. Drei Jahre später führte man die Ausstellungen unter dem Namen The Norfolk and Suffolk Institution for the Promotion of Fine Arts bis 1833 fort. Der führende Kopf dieser Bewegung war bis zu seinem Tode im Jahr 1821 John Crome. Er zog zahlreiche Freunde und Schüler zu diesem Kunstevent hin. John Sell Cotmann, der ab 1807 Mitglied dieses Kunstvereines war, übernahm dann diese Funktion bis 1834, bis er Norwich in Richtung London verließ. Just zu diesem Zeitpunkt hörte die Kunstgesellschaft auf zu existieren.

## Bedeutung
Die große Leistung der Schule von Norwich bestand darin, dass eine kleine Gruppe von autodidaktisch ausgebildeten Malern in die Lage versetzt wurde, die Landschaft um Norwich vital und künstlerisch wertvoll darzustellen. Weit davon entfernt, Werke des Formats niederländischer Pastellbilder des 17. Jahrhunderts hervorbringen zu können, etablierten die beiden großen Malerpersönlichkeiten Crome und Cotman eine Landschaftsmalereischule, die eigentlich größere Beachtung verdient hätte. Die Wasserfarbenmalerei von Cotman nahm in gewisser Weise den französischen Impressionismus vorweg.
Ein Grund dafür, dass die Maler der School of Norwich nicht so bekannt waren wie ihre englischen Zeitgenossen John Constable und William Turner, lag darin, dass der Großteil ihrer Gemälde durch den Industriellen und Senffabrikanten J. J. Colman aufgekauft und gesammelt wurde. Seit den 1880er Jahren wurden diese Bilder im Norwich Castle Museum ausgestellt. Seit 2000 wurden und werden diese Werke einem breiteren Publikum außerhalb von Norwich zugänglich gemacht und unter anderem in der Tate Gallery in London ausgestellt.

## Mitglieder der Malereischule
- Henry Bright
- John Joseph Cotman
- John Sell Cotman
- John Crome („Old Crome“)
- John Berney Crome („Young Crome“)
- Edward Thomas Daniell
- Robert Dixon
- David Hodgson
- Robert Ladbrooke
- Alfred Stannard
- Eloise Harriet Stannard
- Emily Coppin Stannard
- Joseph Stannard
- James Sillett
- James Stark
- John Thirtle
- George Vincent

Londoner Mitglieder der Schule:
- John Burnet
- Sir Martin Archer Shee